# Denuvo
Denuvo est une technologie de protection anti-piratage développée par la société autrichienne Denuvo Software Solutions. Initialement présentée comme inviolable et sans impact sur l'expérience de jeu, contrairement aux autres DRM, ces prétentions ont été infirmées par des hackeurs ayant contourné la protection, des tests révélant des baisses de performance, et des critiques de joueurs et développeurs, alimentant de vives controverses,.

## Technologie
Les rapports concernant la technologie Denuvo indiquent qu'elle chiffre et déchiffre constamment le contenu protégé, le rendant difficile à pirater. Cependant, les développeurs de la solution ont démenti et assurent que Denuvo « [...] ne chiffre ou ne déchiffre aucune donnée de manière continue sur le disque de stockage. Cela ne serait pas bénéfique que cela soit au niveau de la sécurité ou des performances ».
La société n'a jamais expliqué comment fonctionne le logiciel par mesure de sécurité et pour conserver son inviolabilité. Cependant, le groupe chinois de warez 3DM assure avoir brisé la protection de Denuvo le 1er décembre 2014. Selon eux, Denuvo utilise un algorithme de chiffrement en 64-bits qui requiert une clé de chiffrement spécifique au hardware de chaque machine.
En décembre 2014, le même groupe a sorti un crack pour le jeu Dragon Age Inquisition, qui utilise la technologie Denuvo pour protéger la propriété d'Electronic Arts. Il est important de noter que malgré la sortie de ce crack, il aura fallu attendre un mois après la sortie du jeu, ce qui est inhabituellement long pour un jeu PC. Interrogé à propos de cette « faille » dans la protection, Denuvo a tenu à expliquer que « [...] tous les jeux finiront par être piratés, peu importe la protection appliquée ». Ars Technica a tenu à préciser que la majorité des ventes d'un jeu se font dans les 30 premiers jours après sa sortie, ce qui fait de Denuvo un succès car son piratage demande beaucoup plus de temps et de moyens.
En janvier 2016, le groupe 3DM annonce avoir presque abandonné le crack de Just Cause 3, protégé par Denuvo, à cause des difficultés engendrées par sa protection (jeu qui sera cracké 250 jours plus tard, non pas par un groupe, mais par un utilisateur indépendant.), tout en expliquant que « Dans deux ans, cracker un jeu vidéo ne sera plus possible ». Le directeur de vente chez Denuvo, Thomas Goebl, pense que des sorties exclusives aux consoles seront bientôt disponibles sur PC grâce à cette technologie. Il a été annoncé que 3DM arrêterait de cracker les jeux à partir de février 2016 et arrêterait également toute recherche contre Denuvo pendant une année entière pour voir comment évoluent les ventes de jeu en Chine. Pour finir, le groupe a annoncé ne pas abandonner et explique avoir outrepassé la protection utilisé sur Just Cause 3, Rise of the Tomb Raider et FIFA 16, mais que les cracks ne seraient pas mis à disposition du public et qu'il faudra les obtenir différemment.

## Failles et contournements du système Denuvo
En août 2016, un cracker bulgare de 19 ans, connu sous le pseudonyme Voksi, publie des patchs contournant temporairement la protection Denuvo de plusieurs jeux récents, dont en premier lieu DOOM (2016), en exploitant une faille dans Steam qui confondait la démo et le jeu complet. Cette faille, corrigée trois jours plus tard, limite rapidement la portée de l’exploitation,. Ce contournement inspire un crack complet de Rise of the Tomb Raider par le groupe CPY, publié 193 jours après sa sortie sur PC, qui parvient à émuler la protection Denuvo.
En 2017, le groupe STEAMPUNKS accélère les contournements, crackant des jeux comme Dishonored 2 et Prey en moins d’une semaine après leur sortie, malgré les évolutions de Denuvo.
Entre 2019 et 2020, une crackeuse nommée EMPRESS, parfois associée au groupe de warez CODEX (ou CDX) par la communauté bien que son identité demeure incertaine, perce des protections jusque-là réputées inviolables. Elle cracke notamment Mortal Kombat 11 (542 jours après sa sortie), Planet Zoo, et Tekken 7. En 2022, EMPRESS cracke également Death Stranding Director’s Cut.
Parallèlement, CPY, après une période d’inactivité, revient brièvement en 2019 pour cracker Planet Zoo et Death Stranding (version originale), avant de redevenir inactif en 2020. Ces cracks exploitent des failles non publiques dans les versions récentes de Denuvo, jusqu’alors réputées robustes.
Ces contournements illustrent la course permanente entre les développeurs de gestionnaire de droits numériques (DRM) comme Denuvo et les groupes de crackers, dont les méthodes s’adaptent continuellement aux nouvelles protections.

## Controverse
De nombreux utilisateurs ont rapporté que la protection offerte par Denuvo réduisait la durée de vie des disques SSD en raison de l'écriture excessive de données sur le disque, fait démenti par Denuvo qui assure que leur technologie n'écrit pas de données en continu sur le disque.
De plus l'utilisation de cette protection empêche le portage des jeux sur Linux et OS X, étant donné que celle-ci ne fonctionne que sous Windows.
Le logiciel est accusé de ralentir les jeux sur lesquels il est implanté, notamment sur le jeu Rime où il a été supprimé au bout de 6 jours. Diverses sources, comme Sam Machkovech d'Ars Technica ou bien Joel Hruska d'ExtremeTech, ont démontré les impacts de Denuvo sur les performances des jeux en comparant les versions légitimes et piratées de divers jeux. Richard Leadbetter de Digital Foundry a quant à lui comparé une version piratée de Resident Evil Village, sans Denuvo ni la surcouche anti-pirate de Capcom, à la version légitime du jeu et a constaté que la version dépourvue de systèmes anti-piratage avait de bien meilleures performances que la version légitime du jeu.
Un certain nombre d'acheteurs se plaignent donc que les versions pirates soient plus performantes et légères que les versions officielles qui contiennent cette lourde protection et les fichiers propres à chaque langue supportée par le jeu.
De plus, Denuvo oblige l'utilisateur à avoir une connexion internet rendant impossible l'utilisation de jeu hors-ligne.
Le 28 septembre 2017, le groupe Steampunks cracke le jeu Total War Warhammer 2, dix heures après la sortie de celui-ci.
Le 30 septembre 2017, le groupe Steampunks réitère l'exploit et sort le jour de la sortie de FIFA 18 un crack.
Avec les deux derniers cracks sortis du groupe (Total War Warhammer 2, FIFA 18), il est probable qu'après avoir cracké le DRM aussi rapidement, les prochains jeux optant pour cette technologie soient aussi crackés peu de temps après leur sortie.
Alors que le jeu de Bethesda, The Evil Within 2, sort le 13 octobre 2017, l'éditeur décide au dernier moment de retirer la protection Denuvo.
Le 18 octobre 2017, les groupes Steampunks et Codex s'associent et sortent un crack pour South Park : L'Annale du destin.
Quelques jours après la sortie du deuxième épisode de Life Is Strange: Before the Storm, certains joueurs remarquent que l'éditeur a décidé de retirer la protection Denuvo à son tour.
Le 10 novembre 2018, le groupe FCKDRM établit un nouveau record et cracke le jeu Hitman 2, 3 jours avant sa sortie.

## Liste des jeux utilisant Denuvo
Ci-dessous, la liste des jeux utilisant la technologie Denuvo,,.
| Nom                                       | Éditeur                                               | Développeur(s)                                       | Date de sortie | Cracké                  |
| ----------------------------------------- | ----------------------------------------------------- | ---------------------------------------------------- | -------------- | ----------------------- |
| Black Myth: Wukong                        | Game Science                                          | Game Science                                         | 20/08/2024     | Oui                     |
| FIFA 15                                   | Electronic Arts                                       | EA Canada                                            | 23/09/2014     | Oui                     |
| Lords of the Fallen                       | CI Games                                              | CI Games                                             | 28/10/2014     | Oui. Protection retirée |
| Dragon Age : Inquisition                  | Electronic Arts                                       | BioWare                                              | 18/11/2014     | Oui                     |
| Battlefield : Hardline                    | Electronic Arts                                       | Visceral Games                                       | 17/03/2015     | Oui                     |
| Batman : Arkham Knight                    | Warner Bros. Interactive Entertainment                | Rocksteady Studios                                   | 23/06/2015     | Oui                     |
| Mad Max                                   | Warner Bros. Interactive Entertainment                | Avalanche Studios                                    | 01/09/2015     | Oui                     |
| Metal Gear Solid V : The Phantom Pain     | Konami                                                | Kojima Productions                                   | 01/09/2015     | Oui                     |
| FIFA 16                                   | Electronic Arts                                       | EA Canada                                            | 22/09/2015     | Oui                     |
| Anno 2205                                 | Ubisoft                                               | Blue Byte                                            | 03/11/2015     | Oui                     |
| Star Wars Battlefront                     | Electronic Arts                                       | EA DICE                                              | 17/11/2015     | Non (jeu multi)         |
| Just Cause 3                              | Square Enix                                           | Avalanche Studios                                    | 01/12/2015     | Oui                     |
| Rise of the Tomb Raider                   | Square Enix                                           | Crystal Dynamics                                     | 28/01/2016     | Oui                     |
| Unravel                                   | Electronic Arts                                       | Coldwood Interactive                                 | 09/02/2016     | Oui                     |
| Plants vs Zombies : Garden Warfare 2      | Electronic Arts                                       | PopCap Games                                         | 23/02/2016     | Non (jeu multi)         |
| Far Cry Primal                            | Ubisoft                                               | Ubisoft Montreal                                     | 23/02/2016     | Oui                     |
| Hitman                                    | Square Enix                                           | IO Interactive                                       | 11/03/2016     | Protection retirée      |
| Need for Speed: Payback                   | Electronic Arts                                       | Ghost Games                                          | 15/03/2015     | Oui                     |
| ADR1FT                                    | 505 Games                                             | Three One Zero                                       | 29/03/2016     | Oui                     |
| The Climb                                 | Crytek                                                | Crytek                                               | 24/04/2016     | Oui                     |
| DOOM                                      | Bethesda Softworks                                    | id Software                                          | 13/05/2016     | Protection retirée      |
| Total War : Warhammer                     | SEGA                                                  | Creative Assembly                                    | 24/05/2016     | Oui                     |
| Homefront: The Revolution                 | Deep Silver                                           | Dambuster Studios                                    | 20/05/2016     | Protection retirée      |
| Mirror's Edge Catalyst                    | Electronic Arts                                       | EA DICE                                              | 07/06/2016     | Oui                     |
| Sherlock Holmes : The Devil's Daughter    | Bigben Interactive                                    | Frogwares                                            | 10/06/2016     | Oui                     |
| INSIDE                                    | Playdead                                              | Playdead                                             | 07/07/2016     | Oui                     |
| F1 2016                                   | Codemasters                                           | Codemasters                                          | 19/08/2016     | Oui                     |
| ABZÛ                                      | 505 Games                                             | Giant Squid                                          | 02/08/2016     | Oui                     |
| Deus Ex: Mankind Divided                  | Square Enix                                           | Eidos Montréal                                       | 23/08/2016     | Oui                     |
| Fernbus Simulator                         | Aerosoft GmbH                                         | TML-Studios                                          | 25/08/2016     | Oui                     |
| God Eater 2                               | Bandai Namco Entertainment                            | Bandai Namco Studio                                  | 29/08/2016     | Oui                     |
| Pro Evolution Soccer 2017                 | Konami                                                | Konami                                               | 13/09/2016     | Oui                     |
| FIFA 17                                   | Electronic Arts                                       | EA Canada                                            | 27/09/2016     | Oui                     |
| WRC 6                                     | Bigben Interactive                                    | Kylotonn                                             | 14/10/2016     | Oui                     |
| Battlefield 1                             | Electronic Arts                                       | DICE                                                 | 21/10/2016     | Oui                     |
| Just Dance 2017                           | Ubisoft                                               | Ubisoft Paris                                        | 27/10/2016     | Oui                     |
| Titanfall 2                               | Electronic Arts                                       | Respawn Entertainment                                | 28/10/2016     | Oui                     |
| Moto Racer 4                              | Microïds                                              | Artefacts Studio                                     | 03/11/2016     | Oui. Protection retirée |
| Football Manager 2017                     | Sega                                                  | Sports Interactive                                   | 04/11/2016     | Oui                     |
| Yesterday Origins                         | Microïds                                              | Pendulo Studios                                      | 10/11/2016     | Oui                     |
| Dishonored 2                              | Bethesda Softworks                                    | Arkane Studios                                       | 11/11/2016     | Oui. Protection retirée |
| Planet Coaster                            | Frontier Developments                                 | Frontier Developments                                | 17/11/2016     | Oui                     |
| Watch Dogs 2                              | Ubisoft                                               | Ubisoft Montreal                                     | 29/11/2016     | Oui                     |
| Steep                                     | Ubisoft                                               | Ubisoft                                              | 02/12/2016     | Non (jeu multi)         |
| Dead Rising 4                             | Microsoft Studios                                     | Capcom Vancouver                                     | 06/12/2016     | Oui                     |
| Resident Evil 7: Biohazard                | Capcom                                                | Capcom                                               | 24/01/2017     | Oui                     |
| Tales of Berseria                         | Bandai Namco Games                                    | Bandai Namco Studios                                 | 27/01/2017     | Oui                     |
| Conan Exiles                              | Funcom                                                | Funcom                                               | 31/01/2017     | Oui                     |
| For Honor                                 | Ubisoft                                               | Ubisoft Montréal / Ubisoft Blue Byte                 | 14/02/2017     | Non (jeu multi)         |
| Sniper Elite 4                            | Rebellion                                             | Rebellion                                            | 14/02/2017     | Oui                     |
| Tom Clancy's Ghost Recon Wildlands        | Ubisoft                                               | Ubisoft Paris                                        | 07/03/2017     | Oui                     |
| 2Dark                                     | Bigben Interactive                                    | Gloomywood                                           | 10/03/2017     | Oui                     |
| Train Sim World : CSX Heavy Haul          | Dovetail Games                                        | Dovetail Games                                       | 16/03/2017     | Oui                     |
| NieR:Automata                             | Square Enix                                           | PlatinumGames                                        | 17/03/2017     | Oui                     |
| Bulletstorm: Full Clip Edition            | Electronic Arts                                       | People Can Fly / Epic Games                          | 07/04/2017     | Oui. Protection retirée |
| Syberia III                               | Anuman Interactive                                    | Microïds                                             | 20/04/2017     | Oui                     |
| Dragon Quest Heroes II                    | Square Enix                                           | Omega Force                                          | 25/04/2017     | Oui                     |
| Sniper: Ghost Warrior 3                   | CI Games                                              | CI Games                                             | 25/04/2017     | Oui                     |
| Warhammer 40,000: Dawn of War III         | Sega                                                  | Relic Entertainment                                  | 27/04/2017     | Oui                     |
| Prey                                      | Bethesda Softworks                                    | Arkane Studios Austin                                | 05/05/2017     | Oui. Protection retirée |
| Consctructor HD                           | Acclaim                                               | System 3                                             | 26/05/2017     | Oui                     |
| Rime                                      | Grey Box                                              | Tequila Works                                        | 26/05/2017     | Oui. Protection retirée |
| Tekken 7                                  | Bandai Namco                                          | Bandai Namco Studios                                 | 02/06/2017     | Oui                     |
| Agents of Mayhem                          | Deep Silver                                           | Volition, Inc.                                       | 15/08/2017     | Oui                     |
| White Day: A Labyrinth Named School       | Sonnori                                               | Wizard Soft 4AM Entertainment                        | 22/08/2017     | Oui                     |
| F1 2017                                   | Codemasters                                           | Codemasters                                          | 25/08/2017     | Oui                     |
| Sonic Mania                               | Sega                                                  | Headcannon, PagodaWest Games                         | 29/08/2017     | Oui                     |
| Life Is Strange: Before the Storm         | Square Enix                                           | Deck Nine Games                                      | 31/08/2017     | Oui. Protection retirée |
| Pro Evolution Soccer 2018                 | Konami                                                | Konami                                               | 14/09/2017     | Oui                     |
| Dishonored: Death of the Outsider         | Bethesda Softworks                                    | Arkane Studios                                       | 15/09/2017     | Oui                     |
| WRC 7                                     | Bigben Interactive                                    | Kylotonn                                             | 15/09/2017     | Oui                     |
| Marvel vs. Capcom: Infinite               | Capcom                                                | Capcom                                               | 15/09/2017     | Oui                     |
| Total War: Warhammer 2                    | Sega                                                  | Creative Assembly                                    | 28/09/2017     | Oui                     |
| FIFA 18                                   | EA Sports                                             | EA Canada                                            | 29/09/2017     | Oui                     |
| La Terre du Milieu : L'Ombre de la guerre | Warner Bros. Interactive Entertainment                | Monolith Productions                                 | 10/10/2017     | Oui                     |
| South Park : L'Annale du destin           | Ubisoft                                               | Ubisoft                                              | 17/10/2017     | Oui                     |
| Assassin's Creed Origins                  | Ubisoft                                               | Ubisoft Montréal                                     | 27/10/2017     | Oui                     |
| Injustice 2                               | Warner Bros. Interactive Entertainment                | NetherRealm Studios                                  | 16/05/2017     | Oui                     |
| Sonic Forces                              | Sega                                                  | Sonic Team                                           | 07/11/2017     | Oui                     |
| TransRoad: USA                            | Deck13 Hamburg                                        | astragon Entertainment GmbH                          | 09/11/2017     | Oui                     |
| Star Ocean: The Last Hope                 | Square Enix                                           | tri-Ace                                              | 28/11/2017     | Oui                     |
| Dragon Ball Fighter Z                     | Bandai Namco Entertainment                            | Arc System Works                                     | 26/01/2018     | Oui                     |
| Final Fantasy XII: The Zodiac Age         | Square Enix                                           | Square Enix                                          | 01/02/2018     | Oui                     |
| Puyo Puyo Tetris                          | Sega                                                  | Sonic Team                                           | 27/02/2018     | Oui                     |
| Sword Art Online: Fatal Bullet            | Dimps                                                 | Bandai Namco Entertainment                           | 23/02/2018     | Oui                     |
| Final Fantasy XII                         | Square Enix                                           | Square Enix                                          | 06/02/2018     | Oui                     |
| Far Cry 5                                 | Ubisoft                                               | Ubisoft Montréal                                     | 27/03/2018     | Oui                     |
| Jurassic World Evolution                  | Frontier Developments                                 | Frontier Developments                                | 12/06/2018     | Oui                     |
| Unravel 2                                 | Electronic Arts                                       | Coldwood Interactive                                 | 11/06/2018     | Oui                     |
| Mass Effect: Andromeda                    | Electronic Arts                                       | BioWare Montréal                                     | 23/03/2018     | Protection retirée      |
| A Way Out                                 | Electronic Arts                                       | Hazelight Studios                                    | 23/03/2018     | Oui                     |
| Sniper: Ghost Warrior 3                   | CI Games                                              | CI Games                                             | 25/04/2017     | Oui                     |
| Bus Simulator 18                          | Astragon Entertainment GmbH                           | stillalive studios                                   | 13/06/2018     | Oui                     |
| Yakuza Zero                               | Sega                                                  | Ryū ga Gotoku Studio                                 | 01/08/2018     | Oui. Protection retirée |
| Monster Hunter: World                     | Capcom                                                | Capcom                                               | 09/08/2018     | Oui                     |
| F1 2018                                   | Codemasters                                           | Codemasters                                          | 24/08/2018     | Oui                     |
| Football Manager 2019                     | Sega                                                  | Sports Interactive                                   | 02/11/2018     | Oui                     |
| Mega Man 11                               | Capcom                                                | Capcom                                               | 02/10/2018     | Oui                     |
| Assassin's Creed Odyssey                  | Ubisoft                                               | Ubisoft Québec                                       | 05/10/2018     | Oui                     |
| Hitman 2                                  | Warner Bros. Interactive Entertainment                | IO Interactive                                       | 13/11/2018     | Oui                     |
| Just Cause 4                              | Square Enix                                           | Avalanche Studios                                    | 04/12/2018     | Oui                     |
| Resident Evil 2 Remake                    | Capcom                                                | Capcom                                               | 25/01/2019     | Oui                     |
| Ace Combat 7: Skies Unknown               | Bandai Namco Entertainment                            | Ace Combat (série)                                   | 31/01/2019     | Oui                     |
| Far Cry: New Dawn                         | Ubisoft                                               | Ubisoft Montréal                                     | 15/02/2019     | Oui                     |
| Metro Exodus                              | Deep Silver                                           | 4A Games                                             | 15/02/2019     | Oui                     |
| Trials Rising                             | Ubisoft                                               | RedLynx                                              | 26/02/2019     | Non                     |
| Left Alive                                | Square Enix                                           | Square Enix                                          | 05/03/2019     | Oui                     |
| Devil May Cry 5                           | Capcom                                                | Capcom Production Studio 1                           | 08/03/2019     | Oui                     |
| Anno 1800                                 | Ubisoft                                               | Blue Byte                                            | 16/04/2019     | Oui                     |
| Rage 2                                    | Bethesda Softworks                                    | Avalanche Studios, id Software                       | 14/05/2019     | Oui. Protection retirée |
| Mortal Kombat 11                          | Warner Bros. Interactive Entertainment                | NetherRealm Studios                                  | 23/04/2019     | Oui                     |
| Total War: Three Kingdoms                 | SEGA                                                  | Creative Assembly                                    | 23/05/2019     | Oui                     |
| Octopath Traveler                         | Square Enix                                           | Square Enix                                          | 13/07/2018     | Oui                     |
| Borderlands 3                             | 2K Games                                              | Gearbox Software                                     | 13/09/2019     | Oui. Protection retirée |
| FIFA 20                                   | Electronic Arts                                       | EA Canada                                            | 27/09/2019     | Non                     |
| Planet Zoo                                | Frontier Developments                                 | Frontier Developments                                | 11/05/2019     | Oui                     |
| F1 2019                                   | Codemasters                                           | Codemasters                                          | 28/05/2019     | Oui                     |
| Heavy Rain                                | Quantic Dream                                         | Quantic Dream                                        | 24/06/2019     | Oui                     |
| Hatsune Miku: Project DIVA Mega Mix+      | Sega                                                  | Crypton Future Media                                 | 13/02/2020     | Non                     |
| Persona 4 Golden                          | Sega                                                  | Atlus                                                | 13/06/2020     | Oui                     |
| Death Stranding                           | 505 Games                                             | KOJIMA PRODUCTIONS                                   | 14/07/2020     | Oui                     |
| Total War Saga : Troy                     | Sega                                                  | Creative Assembly                                    | 13/08/2020     | Oui                     |
| Madden NFL 21                             | EA Sports                                             | Electronic Arts                                      | 28/08/2020     | Non                     |
| Tony Hawk's Pro Skater 1 + 2              | Activision                                            | Vicarious Visions                                    | 04/09/2020     | Non                     |
| Marvel's Avengers                         | Square Enix                                           | Crystal Dynamics                                     | 04/09/2020     | Oui                     |
| EFootball PES 2021 Season Update          | Konami                                                | Konami                                               | 15/09/2020     | Oui                     |
| FIFA 21                                   | Electronic Arts                                       | EA Canada                                            | 06/10/2020     | Non                     |
| Yakuza: Like a Dragon                     | Sega                                                  | Ryu ga Gotoku Studio                                 | 10/10/2020     | Oui                     |
| Watch Dogs: Legion                        | Ubisoft                                               | Ubisoft Montréal                                     | 28/10/2020     | Oui                     |
| Assassin's Creed Valhalla                 | Ubisoft                                               | Ubisoft Montréal                                     | 10/11/2020     | Oui                     |
| Persona 5 Strikers                        | Sega                                                  | Atlus                                                | 23/02/2021     | Oui                     |
| Jurassic World Evolution 2                | Frontier Developments                                 | Frontier developments                                | 09/11/2021     | Oui                     |
| F1 2022                                   | Electronic Arts                                       | Codemasters                                          | 08/07/2022     | Oui                     |
| Persona 5 Royal                           | Sega                                                  | Atlus                                                | 21/10/2022     | Non                     |
| Sonic Frontiers                           | Sega                                                  | Sonic Team                                           | 08/11/2022     | Non                     |
| The Callisto Protocol                     | Krafton Inc.                                          | Striking Distance Studios                            | 02/12/2022     | Oui                     |
| Forspoken                                 | Square Enix                                           | Luminous Productions                                 | 24/01/2023     | Oui                     |
| Dead Space (2023)                         | Electronic Arts                                       | Motive Studio                                        | 27/01/2023     | Oui                     |
| Hogwarts Legacy                           | Warner Bros. Interactive Entertainment, Portkey Games | Avalanche Software                                   | 10/02/2023     | Oui                     |
| The Settlers: New Allies                  | Ubisoft                                               | Blue Byte                                            | 17/02/2023     | Non                     |
| FIFA 22                                   | Electronic Arts                                       | EA Romania, EA Vancouver                             | 22/08/2022     | Oui                     |
| FIFA 23                                   | Electronic Arts, EA Sports                            | EA Sports, Electronic Arts, EA Vancouver, EA Romania | 24/08/2023     | Oui                     |
| Assassin's Creed Mirage                   | Ubisoft                                               | Ubisoft Bordeaux                                     | 05/10/2023     | Oui                     |
| Persona 3 Reload                          | Sega                                                  | Atlus                                                | 02/02/2024     | Oui                     |
| Assassin's Creed Shadows                  | Ubisoft                                               | Ubisoft Québec                                       | 20/03/2025     | Non                     |
| Doom: The Dark Ages                       | Bethesda Softworks                                    | id Software                                          | 15/05/2025     | Non                     |